# راسم الذبذبات الكهرومغناطيسية

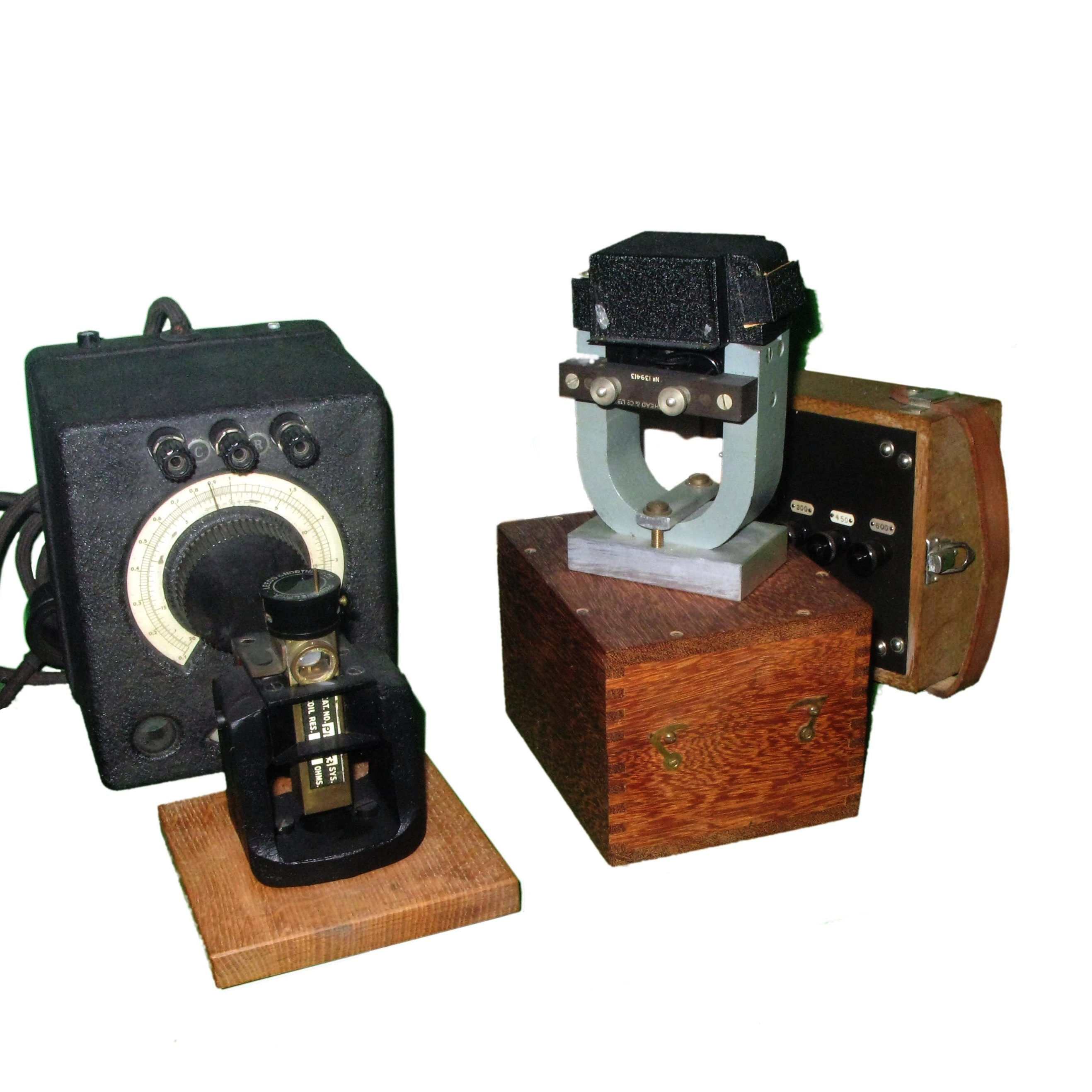
راسم الذبذبات الكهرومغناطيسية

راسم الذبذبات الكهرومغناطيسية هو نوع من أدوات رسم الذبذبات والتي تقيس تغيرات التيار الكهربائي قبل وبعد المرور من خلال لفائف مغناطيسية. 
اخترع راسم الذبذبات الكهرومغناطيسية من قِبل وليان داديل.